# Die Erde bebt
Die Erde bebt (Originaltitel: La terra trema) ist ein Film von Luchino Visconti, gedreht 1948 auf Sizilien. Er zählt zu den wichtigsten Filmen des italienischen Neorealismus und beruht auf dem Roman I Malavoglia von Giovanni Verga. Thema des Films ist das harte Leben der Fischer in dem kleinen sizilianischen Dorf Aci Trezza zur Nachkriegszeit.

## Handlung
Die Dorfbewohner leben seit Generationen vom Fischfang. Als der junge Fischer Ntoni Valastro erkennt, wie sie alle von den Fischhändlern betrogen und ausgebeutet werden, wächst sein Unmut immer mehr und bei einem Streit wirft er mit seinen Freunden die Händler samt ihren „falschen“ Waagen ins Wasser. Die Händler verzichten auf eine gerichtliche Verhandlung, weil sie auf die Arbeit der Fischer angewiesen sind, und Ntoni wird sich seiner eigenen Macht und Stärke bewusst.
Er nimmt heimlich eine Hypothek auf das Haus seiner Eltern auf, kauft ein Boot und beginnt, auf eigene Rechnung zu fischen. Zunächst setzt er sich erfolgreich und gewinnbringend durch. Doch bald geraten er und seine Familie in noch größere Armut und Abhängigkeit als zuvor, denn ein heftiger Sturm zerstört sein Boot. Ntoni muss sich erneut dem Diktat und den Schikanen der Händler beugen.

## Drehbuch
Visconti plante den Film als ersten Teil einer Trilogie mit dem Titel „Die Erde bebt“. Dem Film über die Fischer sollten zwei weitere Filme über die Lage der Schwefelarbeiter und der Bauern auf Sizilien folgen.
Obwohl Visconti zur Durchführung des geplanten Objekts Teile seines Privatbesitzes verpfändete, scheiterte er an der Finanzierung und konnte nur den ersten Teil verwirklichen.

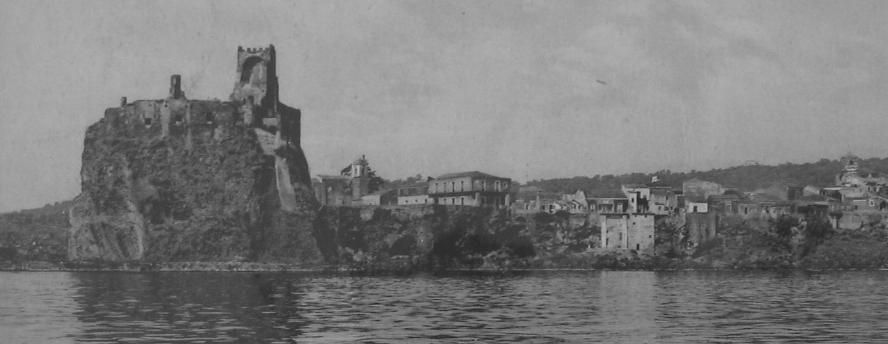
Blick vom Meer auf Aci Castello um 1900

## Dreharbeiten
Der Schwarzweißfilm wurde in Aci Trezza, dem kleinen Fischerhafen von Aci Castello nahe Catania gedreht. Visconti arbeitete ausschließlich mit Laiendarstellern aus der Umgebung. Die Dialoge in sizilianischer Sprache werden im Film von einem Erzähler auf Italienisch kommentiert. Als Regieassistenten waren Francesco Rosi und Franco Zeffirelli tätig.

## Kritiken
Lexikon des internationalen Films bezeichnete den Film als ein „Meisterwerk“, das „ein sozial engagiertes und menschlich packendes Hauptwerk des Neorealismus“ sei. „Zum ersten Mal im italienischen Kino“ lasse „ein Spielfilm die Sprache seiner Personen unmittelbar, ungekünstelt und ungefiltert wahrnehmen – eine dokumentarische Authentizität ohnegleichen.“
35 Millimeter – Texte zur internationalen Filmkunst: „Mit großer Sensibilität und psychologischer Eindringlichkeit beschreibt Visconti den Kampf sizilianischer Fischer gegen die Ausbeutung. Dabei zeigt sich der Film deutlich gestalteter als die Rossellinis oder de Sicas, was dem realistischen Grundgedanken des italienischen Neorealismus theoretisch zu widersprechen scheint. Doch tatsächlich findet er hierin einen geschliffenen Ausdruck, der seiner Wirkung keinen Abbruch tut.“

## Auszeichnungen
1948 wurde Viscontis Film anlässlich der   Internationalen Filmfestspiele von Venedig für den Goldenen Löwen (damals: Löwe von San Marco) nominiert.